# Club Baloncesto Al-Qázeres
Il Club Baloncesto Al-Qázeres è una società femminile di pallacanestro di Cáceres, in Estremadura. Milita nella Liga Femenina de Baloncesto, massima divisione del campionato di pallacanestro femminile spagnolo.